# EBP (entreprise)
Pour les articles homonymes, voir EBP.
EBP (anciennement EBP Informatique ou EBP Solutions de gestion) est un éditeur de logiciels de gestion professionnelle français, créé en 1984. Ses solutions de gestion horizontales (comptabilité, gestion commerciale, paie), et verticales (bâtiment, garage automobilie, commerce et point de vente), en mode licence, et SAAS, sont à destination des TPE, des PME, des artisans, des commerçants, et, des professions libérales.
Filiale du groupe Cegid, la société est implantée à Rambouillet (siège social), et  à Chartres (depuis 2011), en France, à Rabat, au Maroc, à Barcelone, en Espagne, et à Abidjan, en Côte d'Ivoire.
Elle dispose d’un réseau de revendeurs sur l’ensemble du territoire français, ultramarin et international.

## Histoire
En 1984, René Sentis, juriste et expert-comptable de formation, fonde Entreprise de Bureautique Professionnelle, dans le but de concevoir et de développer des outils de gestion informatique. Avec l'arrivée de Microsoft, René Sentis spécialise son activité. La société devient plus tard European Business Products puis EBP Informatique.
En 1988, EBP lance son premier logiciel de traitement de comptabilité : EBP-Compta.
À partir de 1995, EBP propose des logiciels de gestion.
En juin 2006, Itool Systems, filiale Cloud, est rachetée par le groupe EBP : cette filiale devient l'activité assurances du groupe. En 2010, c’est le lancement de la Ligne PME pour adresser les entreprises de taille moyenne.
En 2013, EBP développe une Business Unit EBP Presta Paye. La même année, le groupe crée sa filiale mécanique et carrosserie EBP MéCa pour commercialiser des prestations auprès de mécaniciens et réparateurs automobiles, réintégrée au groupe en 2021.
En 2017, le groupe décroche le prix du service client de l'année.
En 2022, EBP acquiert École futée, une nouvelle solution dédiée à l'éducation et aux établissements scolaires. Le Groupe lance également une nouvelle génération de produits Full Web dénommée Hubbix. Les produits SaaS historiques sont distribués au Maroc cette année-là.
Le groupe accompagne les évolutions réglementaires autour de la suppression du ticket de caisse en 2023 par exemple, de l'obligation de la facture électronique au 1er juillet 2026, ou des enjeux écologiques du Cloud.
Début 2024, la Cegid, société française spécialisée dans l'édition de logiciels de gestion pour les professionnels des métiers de l'expertise-comptable, de la finance et de la fiscalité, entre en négociations exclusives avec les actionnaires d'EBP en vue d'un potentiel rachat.
Le 17 juillet 2024, Cegid fait l’acquisition d’EBP et donne naissance à un leader européen sur le marché hautement stratégique des logiciels de gestion pour les TPE et PME,.

## Informations économiques
En 2016, le groupe revendique un chiffre d'affaires de 40 millions d'euros, de 50 millions d'euros en 2018, et de 65 millions d'euros en 2023.
Le groupe compte près de 730 employés en France, au Maroc, en Espagne et en Côte d'Ivoire. Il est classé 45e éditeur français par le baromètre EY-Numéum.

## Engagements
En 2020, le groupe lance un observatoire de sortie de crise des TPE/PME, en cours de crise COVID.